# Kartz von Kameke-Streckenthin
Kartz von Kameke-Streckenthin (né en 1866, mort en 1942) est un agriculteur, agronome et sélectionneur de pommes de terre allemand, qui est à l'origine de la culture de la pomme de terre en Poméranie orientale. Celle-ci s'est développée grâce à la création de la  variété 'Parnassia' (créée en 1913), qui a représenté un temps jusqu'à 30 % des emblavements de pommes de terre en Allemagne.

## Biographie
En 1897 Kartz von Kameke-Streckenthin a repris la gestion de plusieurs propriétés de la famille dans le district de Köslin (actuellement Koszalin en Pologne). Il a agrandi le domaine familial à d'autres biens après la Première Guerre mondiale, portant sa superficie à environ 6000 hectares, dont 3000 hectares de terres arables.
En 1900, Kartz von Kameke-Streckenthin a entrepris de réaliser la culture comparative de diverses variétés de pommes de terre. Dès 1906, la station d'essai fut transformée en station de sélection et l'exploitation effective a commencé à Streckenthin. C'est là qu'est née la variété 'Parnassia'.
Très résistante au mildiou, cette variété à forte teneur en fécule a occupé plus tard 30 % de la superficie cultivée de pommes de terre en Allemagne. La percée s'est produite pendant la Première Guerre mondiale, lors de la famine de l'hiver 1916/1917 (appelée Steckrübenwinter - l'hiver des navets), alors que les autres variétés avaient été détruites par le  mildiou. Dans les années 1920, les semences fournies par l'entreprise Saatzuchtwirschaft K. von Kameke représentaient environ 56 % de la superficie de pommes de terre cultivée dans le Reich allemand.
Jusqu'en 1930, les plus importantes entreprises allemandes de sélection de pommes de terre possédaient leur station de sélection en Poméranie, autour de Streckenthin. La Poméranie était devenue le centre de la sélection des pommes de terre de semence. Par la suite, de nombreuses autres variétés de pommes de terre ont été créées à Streckenthin, comme 'Deodara' (1914) 'Hindenburg' (1916), 'Centifolia' (1919), 'Pepo' (1919) ou 'Rubia' (1922). Afin de protéger légalement ses obtentions, von  Kameke fonda dans les années 1920 le « Verband der Original-Kartoffelzüchter (VOK) (association des obtenteurs de pommes de terre originales), dont il fut le président.
En 1936, lors de son 70e anniversaire, Kartz von Kameke transmet son affaire à Dobimar, le plus jeune de ses quatre fils.

## Famille
Il est l'époux de Hedwig Gans, fille de l'industriel et mécène allemand Leo Gans. Le couple a quatre fils.